# دوشان فاسيليفيتش
دوشان فاسيليفيتش هو لاعب كرة قدم صربي في مركز الوسط، ولد في 7 مايو 1982 في بلغراد في صربيا. لعب مع إنيرجي كوتبوس وسلافيا براغ ونادي أويبست ونادي بكسكابا 1912 إلوره ونادي بودابست هونفيد ونادي موغرن ونادي مول فيهيرفار.

## وصلات خارجية
- دوشان فاسيليفيتش على موقع قاعدة بيانات كرة القدم.إي يو (الإنجليزية)
- دوشان فاسيليفيتش على موقع Soccerway.com (الإنجليزية)
- دوشان فاسيليفيتش على موقع عالم كرة القدم.نت (الإنجليزية)